# Malawi-tó Nemzeti Park
A Malawi-tó Nemzeti Park (angolul Lake Malawi National Park) egy nemzeti park Malawiban, a Malawi-tó déli partján, a Majom-öbölben (Monkey Bay). A 88 km² területű park magában foglalja a tó egy részét, a Khumba-félszigetet és 12 kisebb szigetet. 1984 óta szerepel az UNESCO természeti világörökségi listáján.
1934-ben néhány szigeten vadrezervátumot és madárvédelmi területet hoztak létre; a védettséget 1972-ben kiterjesztették a Cape MacLear, Mwenya és Mkhudzi dombjaira is. 1980 óta nemzeti park. A Majom-öbölben a halászati minisztérium egy kutatóállomása működik.
A világon a Malawi-tóban él a legtöbb fajta hal: az 1 000-re becsült fajoknak a fele megtalálható a park területén, kb. 90 százalékuk csak itt honos. Ez egy evolucionális alkalmazkodás eredménye, ami hasonló mértékben csak a Galapagos-szigeteken figyelhető meg, A tóban fellelhető az összes ismert cichlidae-faj 30 százaléka, különösen a mbuna. 5 kivételével, mind a 400 faj endemikus élőlény, életük meghatározott szigethez vagy partszakaszhoz kötődik.

## Fordítás
- Ez a szócikk részben vagy egészben  a   Malawisee Nationalpark című német Wikipédia-szócikk fordításán alapul.  Az eredeti cikk szerkesztőit annak laptörténete sorolja fel. Ez a jelzés csupán a megfogalmazás eredetét és a szerzői jogokat jelzi, nem szolgál a cikkben szereplő információk forrásmegjelöléseként.